# Anarrhotus
Anarrhotus is een geslacht van spinnen uit de familie springspinnen (Salticidae).

## Soorten
De volgende soorten zijn bij het geslacht ingedeeld:
- Anarrhotus fossulatus Simon, 1902